# Воробьёвка (Владимирская область)
Воробьёвка — деревня в Вязниковском районе Владимирской области России. Входит в состав Паустовского сельского поселения.

## География
Деревня расположена в 4 км на север от центра поселения деревни Паустово и в 12 км на юг от города Вязники.

## История
В конце XIX — начале XX века деревня входила в состав Нагуевской волости Вязниковского уезда, с 1926 года — в составе Вязниковской волости. В 1859 году в деревне числилось 33 двора, в 1905 году — 46 дворов, в 1926 году — 60 дворов.
Решением Владимирского областного Совета народных депутатов № 319 от 16.05.1986 с д. Воробьевка объединён хутор Воробьёвка Пролетарского сельсовета.

### Административно-территориальная принадлежность
С 1929 года деревня являлась центром Воробьевского сельсовета Вязниковского района, с 1940 года — в составе Вязниковского сельсовета, с 1954 года — в составе Федурниковского сельсовета, с 1965 года — в составе Паустовского сельсовета, с 1968 года — в составе Пролетарского сельсовета, с 2005 года — в составе Паустовского сельского поселения.

## Население
| 1859 | 1905 | 1926 | 2002 | 2010 | 2021 |
| ---- | ---- | ---- | ---- | ---- | ---- |
| 226  | ↗346 | ↘337 | ↘307 | ↗310 | ↘305 |

## Инфраструктура
Личное подсобное хозяйство с зоной сельскохозяйственного использования, индивидуальная застройка усадебного типа.
Воробьевская сельская библиотека.

## Транспорт
Деревня доступна автотранспортом. Остановка общественного транспорта «Воробьёвка».